# HMCES
HMCES‏ (5-hydroxymethylcytosine binding, ES cell specific) هوَ بروتين يُشَفر بواسطة جين HMCES في الإنسان.